# Godflesh
Godflesh est un groupe de metal industriel britannique, originaire de Birmingham, en Angleterre. Initialement connu sous le nom de Fall of Because, il est formé en 1988 par Justin Broadrick (guitare, chant, boite à rythme) et G. C. Green (basse), et dissout en 2002. La musique novatrice de Godflesh est largement reconnue comme une des influences fondamentales du metal industriel et du post-metal. Broadrick et Green reforment Godflesh en 2009.

## Biographie

### Origines (1982–1988)
En 1982, Green forme Fall of Because (nommé d'après une chanson de Killing Joke) avec Paul Neville. Broadrick, qui avait joué en tant que guitariste dans le groupe Napalm Death, rejoint le groupe au milieu de l'année 1985 en tant que batteur et chanteur. Il quitte le groupe en 1987. Broadrick passe alors deux ans (1986-1988) en tant que membre de Head of David. En 1988, il contacte Green pour reformer Fall of Because. Justin décide de reprendre la guitare et ils choisissent d'utiliser une boîte à rythmes pour les accompagner. Ils décident également de changer de nom pour utiliser celui de Godflesh.

### Débuts (1989–2001)
Godflesh se propulse dans la musique underground avec ses EP Godflesh et Slavestate, et ses deux premiers albums, Streetcleaner et Pure, qui démontrèrent l'efficacité de leur alliance de lo-fi et de musique lourde et pesante. Mêlant guitares downtuned et saturées, chant hurlé proche du death metal parfois mélangé à du chant clair et boîtes à rythmes, ils deviennent l'un des pionniers du metal industriel et du post-metal, Un bref contrat avec le label Columbia Records en 1994 pour Selfless et pour l'EP Merciless voit le duo adopter l'approche d'une production plus propre, et réduire la présence du chant hurlé au profit du chant clair.
En 1996, Godflesh sort Songs of Love and Hate, qui compte la présence du batteur Bryan Mantia (Guns N 'Roses, Primus, Praxis, Seal), une première pour le groupe qui n'avait utilisé jusque-là que des boîtes à rythmes, bien que celles-ci demeurent présentes. En plus des touches metal industriel et post-metal, Songs of Love and Hate affirme une influence hip-hop voire dub, tout comme sur l'album suivant, Us and Them, qui signe le retour à temps plein des boîtes à rythmes et où le groupe expérimente en orientant également sa musique vers la drum and bass, et où la guitare joue un rôle moins central.
En 2001, Godflesh publie un double album rétrospectif In All Languages. Cette même année, ils sortent surtout l'album Hymns, enregistré avec le batteur Ted Parsons (ex-Swans, desquels Godflesh tiraient entre autres son inspiration à ses débuts, et Prong) qui permet au groupe un retour à ses racines lentes et lourdes tout en conservant des éléments electronica et hip-hop, cela en l'absence totale de boîtes à rythmes, une première dans l'histoire du groupe.

### Dissolution (2002)
Green quitte le groupe à la fin de 2001. Le remplacement de Green par l'ancien bassiste de Killing Joke et Prong, Paul Raven, est annoncé. Dans l'intervalle cependant, la relation de treize ans de Broadrick avec sa petite amie se termine et Broadrick souffre d'une dépression nerveuse peu avant son départ pour une tournée aux États-Unis. Broadrick déclare qu'il s'était « senti paralysé par le stress, qui avait évolué sur plusieurs mois, et [qu'il] ne pouvai[t] littéralement pas sortir du lit. [Il était] engourdi et ne pouvait plus bouger, donc quand la voiture est venue [l]e chercher pour [l]'emmener à l'aéroport, [il a] couru [s]e cacher dans la maison d'un autre ami à Birmingham en Angleterre. » La tournée annulée cause encore davantage de problèmes à Broadrick. Les compagnies de bus avaient été affrétées, les groupes High on Fire et Halo avaient été bookés comme support. Et tous ceux qui y perdirent de l'argent vinrent le réclamer auprès de Broadrick. « Je recevais des menaces de mort de la compagnie d'autobus à Los Angeles », Broadrick explique : « J'ai perdu près de 35.000$ que je n'avais pas. J'étais fauché et j'ai dû vendre ma maison et payer toutes mes dettes par carte de crédit. Je n'ai à peu près plus rien fait pendant quatre mois à part beaucoup boire. » Sur une affiche de promotion du premier EP de Jesu, Heart Ache, le sous-titre se lisait comme suit « Godflesh est mort, Jesu est vivant. »
Broadrick publie une déclaration sur la fin de Godflesh : « Le 10 avril 2002, j'ai dissous Godflesh. C'était quelque chose que j'avais douloureusement muri depuis le départ du groupe en octobre 2001 de GC Green. De manière regrettable, il m'a fallu attendre le jour du départ pour une longue tournée américaine pour que la réalisation [que le groupe était fini] se fasse en moi. Malheureusement, le côté définitif de cette décision, en être responsable, c'était trop pour moi qui étais à vif, et je me suis effondré sous le poids de la responsabilité. J'ai fini par comprendre que sans GC Green Godflesh n'existait pas, et son départ s'est avéré être un présage pour moi. Je pense aussi que tout ce nous avions initialement prévu ou même imaginé avec Godflesh nous l'avions fait. Mon seul regret a été de blesser à la fois les membres restants du groupe Ted Parsons et Paul Raven, et de décevoir ceux dans le monde entier qui croyaient en Godflesh… Dans un avenir proche, mon nouveau projet fondateur Jesu émergera. Dès lors ce n'est pas du tout la fin de l'écriture / de la guitare / du chant pour moi. Simplement la fin d'un chapitre. Je voue une gratitude infinie à tous ceux qui ont cru en et qui ont soutenu Godflesh tout au long de son histoire longue de 14 ans. Vous savez de qui je parle… Vive la nouvelle chair… »

### Retour (2010–2013)
En novembre 2009, un concert de retrouvailles est officiellement annoncé pour l'édition 2010 du Hellfest, à Clisson, en France. Interrogé dans une interview de février 2010 à propos de l'avenir de Godflesh, Broadrick répond : « Godflesh ne s'engagera pas sur quoi que ce soit en dehors du Hellfest pour le moment. Je suis pas sûr de là où nous allons à partir de là, si nous allons même quelque part. » Il révèle également que le groupe n'exclurait pas « la possibilité de produire nouveaux enregistrements. »
Godflesh joue au Festival Supersonic à Birmingham, au Royaume-Uni, le 23 octobre 2010, en tête d'affiche partagée avec les Swans. Ils sont également confirmés pour l'édition 2011 du Roadburn Festival à Tilbourg, aux Pays-Bas, où ils jouent leur premier album dans son intégralité. En décembre 2010, Broadrick déclare au magazine Decibel que le groupe est en train de mettre en commun des idées pour un nouvel album studio. Il explique : « C'est quelque chose dont nous parlons tout le temps, et j'ai des bouts de matériau. Mais c'est quelque chose que nous aimerions vraiment développer. Il serait assez facile de tabler sur huit à dix titres paraphrasés et les enregistrer aussi vite que possible pour tabler sur la popularité du groupe, mais on ressentirait ça comme une imposture. S'il faut encore deux ans avant un autre enregistrement de Godflesh, ainsi soit-il. La chose la plus importante est de faire un enregistrement qui soit au niveau du reste de la discographie. Mais, oui, j'ai bien encore ça en moi. »
En avril 2012, Broadrick confirme dans l'édition avril/mai du magazine Rock-A-Rolla qu'un nouvel album est en préparation: « Nous avons l'intention de sortir un nouvel album, probablement en 2013, et de l'enregistrer à la fin de 2012. Un EP viendra probablement avant l'album. Nous allons prendre notre temps avec cet album, on ne prend pas ça à la légère. » Godflesh joue en tête d'affiche au Maryland Deathfest 2012 le 25 mai. C'était leur première performance nord-américaine depuis environ 17 ans. Godflesh joue au Roadburn Festival 2013 à Tilbourg, avec Robert Hampson à la guitare. Ils jouent l'album Pure dans son intégralité.

### A World Lit Only by Fire(2014-2016)
Le groupe annonce la sortie d'un nouvel EP, Decline and Fall, qui sera publié le 2 juin 2014. L'album A World Lit Only by Fire suit le 7 octobre la même année et les deux albums sont publiés au label Avalanche Recordings de Broadrick. L'EP comprend quatre chansons et deux chansons bonus sur l'édition japonaise. Cet album, en plus d'être le premier en 13 ans, voit le retour à temps plein des boîtes à rythmes, une première depuis Us and Them en 1999.

### Post Self(depuis 2017)
Godflesh sort son huitième album studio, Post Self, le 17 novembre 2017 chez Avalanche Recordings.

### Purge(2022 - Présent)
Godflesh a commencé à travailler sur un nouvel album en janvier 2022, et un album live documentant la performance de Pure and Selfless à Roadburn 2013, intitulé Pure : Live, est sorti en Novembre de la même année. Le neuvième album studio du groupe, Purge, est sorti le 9 Juin 2023, précédé du single "Nero".

## Collaboration et projets parallèles
Plusieurs autres musiciens enregistrent et jouent en live avec Godflesh. Paul Neville rejoint Broadrick et Green pour Streetcleaner et Slavestate. Robert Hampson, ancien guitariste de Loop, apparait sur Pure et Cold World.
Les membres de Godflesh sont, ou ont été, impliqués dans de nombreux projets parallèles, leur permettant d'exploiter leur intérêt pour d'autres genres musicaux, comme l'electronica, l'ambient, le dub, le hip-hop industriel et le digital hardcore. Broadrick collaborera avec Kevin Martin et Alec Empire, entre autres. Jesu et Final sont des projets de Broadrick encore actifs.

## Style musical et influences
Les influences principales de Godflesh sont la musique bruitiste de Whitehouse, le noise rock de Swans, l'ambient de Brian Eno et le metal de Black Sabbath. Godflesh est parmi les pionniers majeurs du metal industriel,.
Godflesh est connu pour son mélange unique de beats venus de boîtes à rythmes, de drones, de guitares discordantes et puissantes, et de basse intermittente. Sur leurs premiers albums, les rythmes, les sons de synthèse et les échantillons sont crédités "Machine" ou "Machines". Plus tard, Godflesh fait usage de batteurs : Bryan Mantia puis Ted Parsons. Leur style étrange, lent et répétitif est communément décrit comme « apocalyptique ». Le son Godflesh est décrit comme « du Pornography de The Cure sous Quaalude. »
Le chant de Justin Broadrick est souvent guttural, faisant usage de quelque chose qui ressemble à la technique du death grunt, mais il a assez souvent fait montre d'une voix plus douce, plus claire, aux côtés plus mélodiques, comme sur I Wasn't Born to Follow de l'album Pure. Les paroles sont laconiques, énigmatiques et sombres, insistant souvent sur les thèmes de la dualité ou l'opposition; la paranoïa et le martyr sont aussi des thèmes communs de la musique Godflesh et des artworks.

## Influence
Godflesh est cité pour avoir inspiré Korn, Metallica, Danzig, Faith No More, Fear Factory, Converge, Isis, Pitchshifter et Ministry[réf. nécessaire] parmi tant d'autres. Justin Broadrick est invité à se joindre à Danzig et Faith No More en tant que membre à plein temps du groupe, mais Broadrick voulait se concentrer sur Godflesh.

## Membres

### Membres actuels
- Justin Broadrick - guitare, chant, boite à rythmes
- G. C. Green - basse

### Anciens membres
- Ted Parsons - batterie
- Paul Raven - basse
- Paul Neville - guitare
- Robert Hampson  - guitare
- Steve Hough - guitare
- Bryan « Brain » Mantia - batterie
- Dermot Dalton - instruments électroniques

## Discographie
- 1988 : Godflesh

- 1989 : Streetcleaner
- 1992 : Pure
- 1994 : Selfless
- 1996 : Song of Love and Hate
- 1997 : Love and Hate in Dub
- 1999 : Us and Them
- 2001 : Hymns
- 2014 : A World Lit Only By Fire
- 2017 : Post Self
- 2023 : Purge